# スピリット・オブ・オセアヌス
スピリット・オブ・オセアヌス（Spirit of Oceanus）は米国クルーズ・ウエスト社が運航するクルーズ客船。

## 概要
ルネッサンス・クルージイズ社の小型ハイグレード・クルーズ船のシリーズ5番船を意味する「Renaissance V」という船名で1991年に竣工した。以降「Hanseatic Renaissance」、「Sun Viva」、「Megastar Sagittarius」などと度重なる船名変更の後、2000年に米国のクルーズ・ウエスト社（Cruise West）の所有となって、現在の船名となった。

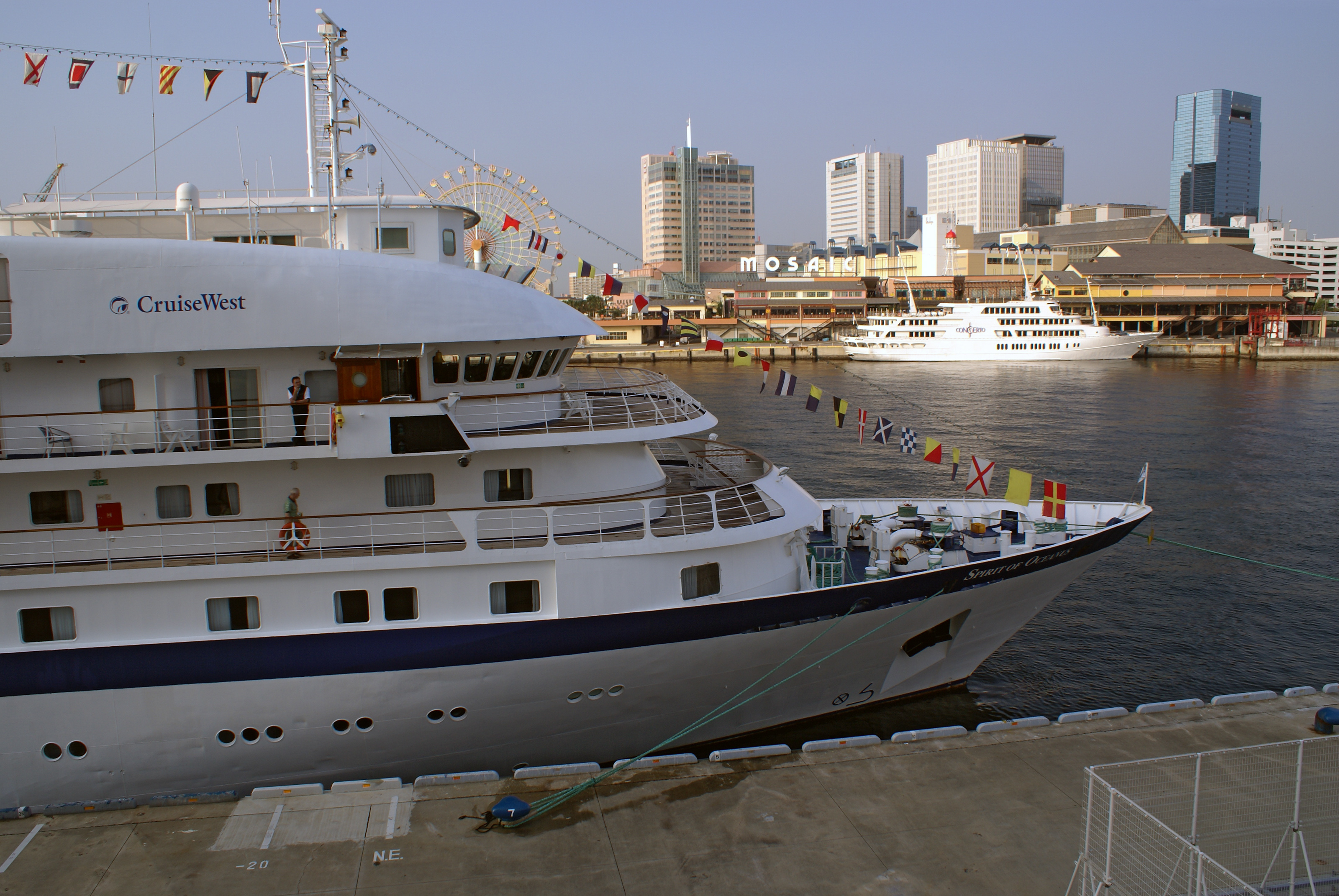
船首部分（神戸港・中突堤）

## 近年の日本での営業
神戸港に配備され、瀬戸内海をメインにしたアメリカ人専用のフライ＆クルーズを始めた。2008年には9回の寄港を予定。